# Stop & gol
Stop & gol è stato un programma televisivo italiano di intrattenimento a tema sportivo in onda su Cielo dal 25 agosto 2013 al 31 maggio 2015.

## Stagione 2013-2014
Il programma, per la sua prima stagione (2013-2014), ha visto in onda un'edizione principale, al pomeriggio, dal 15 settembre 2013 in occasione della terza giornata del campionato di calcio (in quanto nelle prime due giornate non vi erano incontri pomeridiani) ed un'edizione serale, chiamata Stop & gol - Night, in onda invece fin dal 25 agosto 2013 (prima giornata) e dedicata alle gare in notturna.

### Edizione pomeridiana
L'edizione pomeridiana era condotta da Federica Fontana e Sandro Sabatini, con la partecipazione fissa dell'allenatore ed ex calciatore Ciro Ferrara. La trasmissione andava in onda ogni domenica in cui giocava il massimo campionato, iniziando verso le ore 17 e durando poco meno di un'ora e mezza. Tra le 18 e le 18:15 erano proposti gli highlights delle gare pomeridiane della Serie A, in anteprima assoluta per le televisioni in chiaro.
Il 6 gennaio 2014, in occasione del turno di campionato dell'Epifania, la trasmissione è andata eccezionalmente in onda di lunedì. Il 19 aprile 2014, in occasione del turno prepasquale, è invece andata in onda di sabato.
Il 23 febbraio 2014 il programma non è andato in onda per lasciare spazio alla diretta della cerimonia di chiusura dei giochi olimpici invernali di Sochi 2014 (nelle due domeniche precedenti, sempre per concomitanza con la diretta delle gare olimpiche, la trasmissione era andata in onda in forma ridotta). Il 23 marzo 2014, per lasciare spazio alla diretta del Motomondiale, è andata in onda solo una finestra con gli highlights delle partite, tra le 18 e le 18:15.
L'ultima puntata della prima stagione è stata quella dell'11 maggio 2014, in occasione della penultima giornata di campionato. Il 18 maggio è andato in onda solo un piccolo spazio dedicato agli highlights all'interno della trasmissione dedicata al Motomondiale, in quanto la maggior parte degli incontri era in programma in notturna.

### Edizione serale
L'edizione serale, chiamata Stop & gol - Night, era in onda ogni domenica in cui giocava la Serie A, dalle 22:30 a mezzanotte circa, con la conduzione di Alessandro Bonan e la partecipazione fissa di Vera Spadini e Valerio Spinella detto Fayna. L'inviata sui campi era Marina Presello. Tra le 22:50 e le 23:05 venivano mostrati gli highlights delle gare serali di Serie A, in anteprima assoluta per le televisioni in chiaro. L'edizione Night è andata in onda anche di mercoledì in occasione dei turni infrasettimanali del campionato di calcio: il 25 settembre, il 30 ottobre 2013 ed il 26 marzo 2014. In alcune occasioni, inoltre, è andata in onda anche al sabato per gli anticipi: il 14 settembre, il 2 novembre 2013, il 25 gennaio ed il 26 aprile 2014.
La trasmissione non è andata in onda domenica 1º dicembre 2013 in quanto in quell'occasione il classico posticipo serale fu disputato alle 18:30. Il 13 ed il 27 aprile 2014 invece la trasmissione è saltata per lasciare spazio alla differita del Motomondiale.
La trasmissione ha chiuso la sua prima stagione di programmazione con la puntata del 18 maggio 2014, dedicata all'ultimo turno del campionato.

## Stagione 2014-2015
Nella seconda stagione fu cancellata l'edizione Night. La trasmissione era programmata alle 17:15 della domenica pomeriggio salvo alcune puntate speciali andate in onda in seconda serata, alle 22:40. La conduzione della trasmissione fu affidata ad Alessandro Bonan (nella prima edizione al timone dell'edizione serale), che prese il posto di Sandro Sabatini. Al fianco di Bonan furono confermati Ciro Ferrara e Federica Fontana.
Le puntate in seconda serata furono principalmente quelle relative a giornate di campionato disputate in notturna: la giornata d'esordio di domenica 31 agosto, i tre turni infrasettimanali di mercoledì 24 settembre, 29 ottobre 2014 e 29 aprile 2015, nonché la giornata conclusiva di domenica 31 maggio 2015. Inoltre, in occasione della decima giornata, oltre all'appuntamento della domenica pomeriggio fu trasmessa anche una puntata speciale, dedicata agli anticipi, nella seconda serata di sabato 1º novembre. Analogamente nel dodicesimo turno la trasmissione andò in onda domenica 23 novembre sia al pomeriggio sia in seconda serata, per seguire il derby milanese.
Due puntate pomeridiane andarono in onda in giorni differenti dalla domenica: martedì 6 gennaio (turno infrasettimanale in occasione dell'Epifania) e sabato 4 aprile 2015 (turno prepasquale).